# Homalocephale
Homalocephale (od grč. ωμαλος, homalos, "jednak" i κεφαλή, kephalē, "glava") bio je rod dinosaura koji je pripadao porodici pahicefalosaurida i nastanjivao je današnju Mongoliju prije oko 80 milijuna godina, tijekom kasne krede. Taj rod su 1974. opisale Osmólska i Maryañska. Sadrži samo jednu vrstu H. calathocercos, iako bi ona mogla biti sinonim (i mladunac) roda Prenocephale. Homalocephale je bio dug oko 1,8 m i hranio se biljkama.

## Opis
Za razliku od ostalih pahicefalosaurida koji su sasvim sigurno bili odrasle jedinke (ali slično rodovima Dracorex i Goyocephale koji su vjerojatno mladunčad nekih drugih rodova), Homalocephale je imao ravan vrh glave u obliku klina. Ipak, većina te površine bila je prilično zadebljala.
Ova vrsta ističe se i po neobično širokoj zdjelici, što je navelo neke paleontologe na pomisao da su ženke rađale žive mlade. Drugi smatraju da je to bio način zaštite unutarnjih organa tijekom borbe. Homalocephale je također imao prilično duge donje udove, što znači da se brzo kretao.
Tipična vrsta, H. calathocercos, opisana je na temelju nepotpune lubanje i dijelova postkranijalnog kostura. Taj primjerak imao je velike otvore na vrhu lubanje, izražen frontoparijetalni spoj, niske i duge infratemporalne otvore i velike, okrugle očne šupljine. Čelo je bilo "grubo", s nekoliko kvrga na lateralnim i posteriornim stranama os squamosum. Paleontolozi su zaključili da su ti ostaci pripadali odrasloj jedinki, unatoč činjenici da su šavovi vidljivi i da je lubanja ravna (što je osobina mladunčadi mnogih vrsta pahicefalosaura). Jedno istraživanje Nicka Longricha i kolega iz 2010. godine pokazalo je da su vjerojatno svi pahicefalosauridi s ravnom glavom jednostavno mladunčad vrsta s kupolom, što također podržava prijašnja analiza koju su 2009. proveli Horner i Goodwin. Longrich i kolege smatraju da je Homalocephale zapravo mladunče ili adolescentni oblik roda Prenocephale.